# ARM Cortex-X925
Az ARM Cortex-X925, kódnevén „Blackhawk”, egy nagy teljesítményű CPU mag, amelyet az Arm vállalat tervezett. 2024-ben mutatták be. A második generációs ARMv9.2 architektúra része és 3 nm-es technológiai csomóponthoz (gyártástechnológiához) tervezték. A Cortex-X925 tervezésénél a célok között szerepelt az egyszálas utasítás/órajel (IPC) teljesítmény növelése, ami által ezeket a processzorokat a nagy teljesítményű mobil számítástechnika területén való alkalmazásokhoz ajánlják.

## Főbb jellemzői
- 10 utasítás széles dekódolás és kiküldés: ezáltal a mag több utasítást dolgoz fel ciklusonként, és így nő a teljes áteresztőképesség.[2]
- Kétszeresére növelt utasításablak-méret: ez csökkenti a futószalag-leállásokat és javítja a végrehajtó futószalag hatékonyságát.[2]
- Megnövelt sávszélesség az L1 utasítás-gyorsítótárhoz: a mag (elődjéhez képest) kétszer nagyobb sávszélességgel csatlakozik az L1 utasítás-gyorsítótárhoz, ami gyors utasításlehívást és -dekódolást biztosít.[2]
- Továbbfejlesztett elágazásbecslő egység: az olyan technikák, mint a kifejtett (folded-out) feltétel nélküli közvetlen elágazások, csökkentik a tévesen becsült ágak számát, ami kevesebb futószalag-kiürítést és magasabb fenntartott IPC-t eredményez.[2]
- Az ARMv9.2-A utasításkészlet támogatása: a mag támogatja az A64 utasításkészletet és az AArch64 végrehajtási állapotot minden jogosultsági szinten (EL#).[3]
- Scalable Vector Extension (SVE) és SVE2: ezek a kiterjesztések fejlett SIMD és lebegőpontos támogatást nyújtanak.[3]
- Hibavédelem: a mag tartalmaz hibavédelmet az L1 utasítás- és adat-gyorsítótárakhoz, az L2 gyorsítótárhoz és a memóriakezelő egység (MMU) címfordító gyorsítótárához (MMU TC), paritással vagy ECC-vel.[3]

A Cortex-X925-öt úgy tervezték, hogy használható legyen homogén és heterogén DynamIQ™ klaszterekben, ezzel rugalmasságot és alkalmazkodóképességet biztosítva a különböző rendszerkonfigurációkban.
2024-ben jelent meg, az Arm „teljes számítási megoldásának” részeként. Az ARM Cortex-X4 utódjaként szolgál. Az X sorozatú CPU-magok általában a nagy teljesítményre összpontosítanak, és igen alkalmasak más Arm-magokkal, például ARM Cortex-A725-tel és/vagy ARM Cortex-A520-szal együtt egylapkás rendszerek felépítésére.

## Architekturális összehasonlítás
| Mikroarchitektúra                   | Cortex-A78    | Cortex-X1       | Cortex-X2       | Cortex-X3       | Cortex-X4       | Cortex-X925   |
| ----------------------------------- | ------------- | --------------- | --------------- | --------------- | --------------- | ------------- |
| kódnév                              | Hercules      | Hera            | Matterhorn-ELP  | Makalu-ELP      | Hunter-ELP      | Blackhawk     |
| architektúra                        | ARMv8.2       | ARMv8.2         | ARMv9           | ARMv9           | ARMv9.2         | ARMv9.2       |
| legmagasabb órajel                  | ~3,0 GHz      | ~3,0 GHz        | ~3,0 GHz        | ~3,25 GHz       | ~3,4 GHz        | ~3,8 GHz      |
| dekódolás szélessége                | 4             | 5               | 5               | 6               | 10              | 10            |
| kiküldés                            | 6/ciklus      | 8/ciklus        | 8/ciklus        | 8/ciklus        | 10/ciklus       | 10/ciklus     |
| max. végrehajtás közben (in-flight) | 2x160         | 2x224           | 2x288           | 2x320           | 2x384           | 2x768         |
| L0 (MOP bejegyzés)                  | 1536          | 3072            | 3072            | 1536            | nincs           |               |
| L1-I + L1-D                         | 32+32 KiB     | 64+64 KiB       | 64+64 KiB       | 64+64 KiB       | 64+64 KiB       | 64+64 KiB     |
| L2                                  | 128 – 512 KiB | 256 KiB – 1 MiB | 256 KiB – 1 MiB | 256 KiB – 1 MiB | 512 KiB – 2 MiB | 2 MiB – 3 MiB |
| L3                                  | 0 – 8 MiB     | 0 – 8 MiB       | 0 – 16 MiB      | 0 – 16 MiB      | 0 – 32 MiB      | 0 – 32 MiB    |

1. ↑  MOP: macro-operation, makroművelet; az ARM Cortex-A8 architektúrában jelent meg először, a dekódoló egység az utasításokat belső makroműveletekre bontja és ezeket küldi ki a végrehajtó egységekhez

## Felhasználás
- MediaTek – Dimensity 9400/9400+[8][9]
- Samsung – Exynos 2500[10]

## Fordítás
Ez a szócikk részben vagy egészben  az   ARM Cortex-X925 című angol Wikipédia-szócikk ezen változatának fordításán alapul.  Az eredeti cikk szerkesztőit annak laptörténete sorolja fel. Ez a jelzés csupán a megfogalmazás eredetét és a szerzői jogokat jelzi, nem szolgál a cikkben szereplő információk forrásmegjelöléseként.